# Marie-Christine Subot
Marie-Christine Subot, née le 1er novembre 1954 à Paris, a été athlète et fondeuse de haut niveau de 1975 à 1984. 

## Carrière sportive
Elle remporte 19 titres de championne de France de ski de fond. Elle termine première à la Foulée Blanche en 1984 et 1986.
Sur le plan international, elle se classe 27e de l'épreuve du 20 kilomètres aux Championnats du monde de Lathi en Finlande en 1978. En 1981, elle finit deuxième femme à la célèbre Vasaloppet, l'année où la course est ouverte aux femmes, ainsi qu'en 1983. La même année, elle termine seconde femme de la Finlandia. 
En 1981 et 1984, elle gagne la Transjurassienne.
Dans une autre discipline, la course à pied de montagne, elle s’adjuge la course Sierre-Zinal en 1981 et en 1983. En 1981, elle termine 46ème femme au marathon de New York. En ski alpinisme, elle gagne Chamonix-Zermatt en 1988 (première année où la compétition est ouverte aux femmes) et en 1990.

## Palmarès

### Championnats de France
Championne de France Elite dont :
- Longue distance : 1981 - 1982 - 1983
- Courte distance : 1975 - 1977 - 1978 - 1981 - 1982 - 1983 - 1984
- Relais : 1981

## Distinctions
- Chevalier de l'ordre national du Mérite (15 mai 2013), pour sa carrière sportive[4].